# Sabinián ze Sens
Svatý Sabinián ze Sens či Sabinianus byl kněz, biskup města Sens a mučedník.
Se svatým Potentiánem se stali zakladateli senské diecéze. Oba dva byli zabiti pro hlásání své víry.
Zemřel okolo roku 300.
Jeho svátek se slaví 31. prosince.